# Koreansk Venskabsforening
Den Koreanske Venskabsforening (Engelsk: Korean Friendship Association, KFA) er en spansk-baseret organisation, der arbejder for samarbejde med Nordkorea. KFA blev etableret i november 2000 og har en officiel delegeret i 43 lande.
KFA er licenseret af den nordkoreanske regering og beskrives som velfinansieret og støttet.

## Aktiviteter
KFA er den største venskabsforening med Nordkorea og beskrives som mere radikal sammenlignet med andre venskabsforeninger i Nordkorea.
KFA driver en række hjemmesider med nordkoreansk-relateret materiale, herunder turismetips, politiske essays fra et nordkoreansk perspektiv og links til websteder om koreanskundervisning.
KFA organiserer desuden rejsedelegationer til Nordkorea. Ifølge eksperter er rejser en af de primære motivationer for medlemskab i KFA, eftersom foreningens rejsedeltagere tilbydes særlig service.
De nationale foreninger under KFA modtager ikke officiel finansiering og fungerer som "langt mindre end konsulater, kun lidt mere end fanklubber".

### Målsætninger
KFA's erklærede mål er at: 
- Vise verden virkeligheden i Nordkorea.
- Forsvare uafhængigheden og den socialistiske opbygning i Nordkorea.
- Lære af det koreanske folks kultur og historie
- Arbejde for den fredelige genforening af den koreanske halvø .

## Kritik
Det sydkoreansk-amerikanske medie NK News beskriver KFA som "et af Nordkoreas primære værktøjer til soft power inden for sit globale propagandanetværk".
En undersøgelse udgivet af mediet i 2015 kaldte KFA's forretningspraksis og integritet kritisable.
Ifølge Hazel Smith fra Cranfield University har KFA-foreninger mistet meget af deres historiske rolle som del af en bredere international socialistisk bevægelse. I dag er de reduceret til at tjene Nordkoreas indenlandske formål.
I 2020 udkom dokumentarfilmen Muldvarpen - Undercover i Nordkorea af den danske journalist og dokumentarist Mads Brügger. Den fortæller historien om Ulrich Larsen, en arbejdsløs kok, der i samarbejde med dokumentaristen infiltrerer KFA og kommer i kontakt med KFA's præsident, Alejandro Cao de Benós, samt nordkoreanske embedsmænd. Filmen viser nordkoreanske embedsmænd diskutere, hvordan man kan omgå sanktioner for at eksportere våben.